# Abbazia di Lonlay

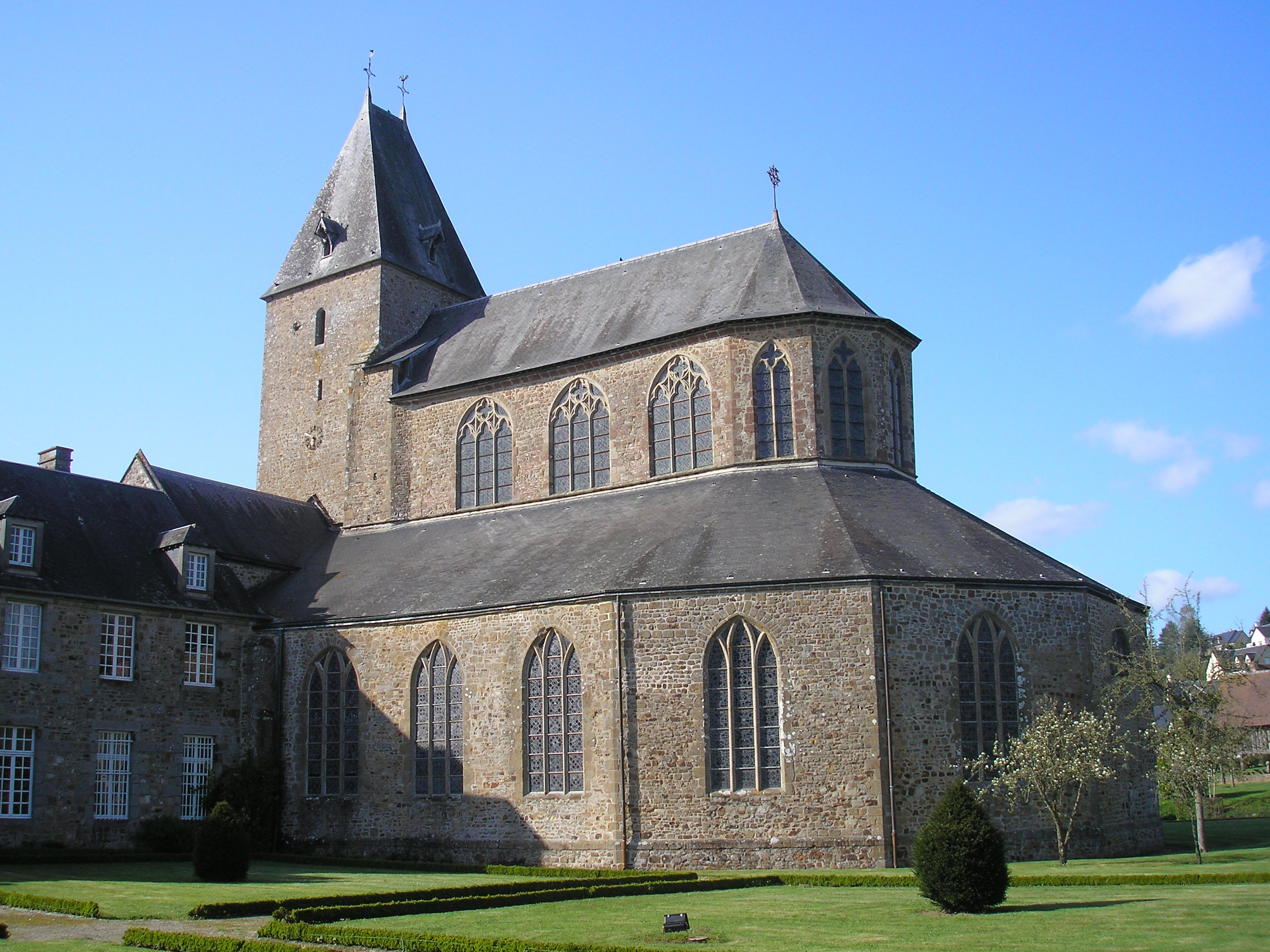
Abbazia di Lonlay, a Lonlay-l'Abbaye

L'abbazia di Lonlay (francese: Abbaye de Lonlay) a Lonlay-l'Abbaye, in Bassa Normandia, Francia, è un sito monastico benedettino nel dipartimento dell'Orne e sorge nella valle dell'Égrenne, non distante da Domfront.

## Storia
L'abbazia di Lonlay fu fondata tra il 1015 e il 1025 dal conte Guglielmo I da Bellême, signore di Domfront, nella valle dell'Égrenne. All'inizio ospitò la comunità dei monaci benedettini di Saint-Benoît-sur-Loire (o di Fleury), guidati dal loro abate Gauzlin, figlio naturale di Roberto II detto il Pio e parente di Ugo Capeto. La costruzione del coro, nella sua prima versione, risale al 1025 o al 1026. Nei primi anni del XII secolo ospitò il giovane monaco normanno, Walter de Luci, che nel 1139 diventò abate dell'abbazia di Battle, in Inghilterra, fondata da Guglielmo il Conquistatore per ricordare la vittoriosa battaglia di Hastings.